# Eyðgunn Samuelsen

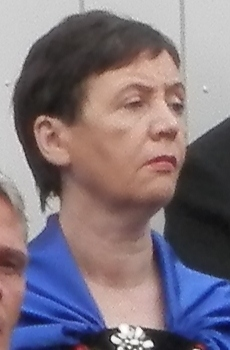
Eyðgunn Samuelsen

Eyðgunn Jana Samuelsen (* 23. Mai 1959 in Sørvágur) ist eine färöische Gesellschaftswissenschaftlerin und sozialdemokratische Politikerin. Seit 2008 ist sie Mitglied im färöischen Løgting. Seit Mitte September 2015 ist sie Ministerin für Soziales in der färöischen Landesregierung.

## Ausbildung und Laufbahn
Ihren Schulabschluss machte sie im Jahr 1978 am Føroya Studentaskúli og HF-skeið in Hoydalar. 1982 begann sie ein Studium der Gesellschaftswissenschaften und Geschichte am RUC in Roskilde. 1984 zog sie nach Klaksvík. Unter anderem war sie dort 1985 Vorstandsmitglied im Hausfrauenverband. 1987 arbeitete sie als Lehrerin an der Technischen Schule in Klaksvík. Von 1987 bis 1992 setzte sie ihr Studium der Gesellschaftswissenschaften und Geschichte am RUC fort und schloss es als cand. mag. ab. 
Im Jahr 1988 wurde sie Mitglied des sozialdemokratischen Javnaðarflokkurin. 
Von 1990 bis 1992 gehörte sie der Leitung des Krankenhauses in Klaksvík an. Von 1992 bis 1996 war sie Mitglied in einer Bewertungskommission für Steuerfragen (Líkningarráð Føroya). Von 1994 bis 2000 leitete sie eine Abteilung für höhere technische Ausbildung. Im Jahr 1996 wurde sie in den Gemeinderat von Klaksvík gewählt, saß dort von 1996 bis 2000 in der Opposition und wurde 2000 erneut in den Gemeinderat gewählt. Sie hatte dort als Teil der Koalitionsmehrheit die Leitung des Sozialausschusses inne. Von August 2000 bis August 2003 war sie Abteilungsleiterin für Berufsschulen und Schulen der Sekundarstufe II im Kulturministerium. Ab 2003 war sie Fachbereichsleiterin für die höhere technische Ausbildung an der Technischen Schule in Klaksvík.
Im Februar 2008 kam sie als Vertretung für Helena Dam á Neystabø ins Løgting. Im Februar 2011 übernahm sie den Fraktionsvorsitz im Javnaðarflokkurin. Bei den Wahlen zum Løgting Ende Oktober 2011 wurde sie als sozialdemokratische Abgeordnete erstmals selbst ins Parlament gewählt und erhielt 261 persönliche Stimmen. Sie gehörte dort in den folgenden vier Jahren dem Finanzausschuss an, wo sie auch zeitweise den Vorsitz innehatte und war Vertretungsmitglied im Kultur- sowie im Justizausschuss.
Die stellvertretende Parteivorsitzende kündigte im Jahr 2015 ihre erneute Kandidatur für das Løgting an. Bei der Wahl am 1. September 2015 erzielte sie mit 433 persönlichen Stimmen das drittbeste Ergebnis innerhalb ihrer Partei.
Mitte September 2015 wurde sie zur Ministerin für Soziales in der neugebildeten färöischen Landesregierung unter Ministerpräsident Aksel V. Johannesen ernannt.

## Familie
Eyðgunn Samuelsen ist die Tochter von Ann und Anton Henriksen aus Sørvágur. Eyðgunn ist mit Jóan Hendrik Svabo Samuelsen verheiratet und das Paar hat zwei Kinder. Die Familie lebt in Klaksvík.